# Héctor Béjar Rivera
Hèctor Béjar Rivera (Districte de Ricardo Palma, 2 de setembre de 1935) és un escriptor, sociòleg, polític i professor universitari peruà, catedràtic de la Universitat Nacional Major de San Marcos i la Pontifícia Universitat Catòlica del Perú. Va ser guerriller de l'Exèrcit d'Alliberament Nacional peruà als anys 1960 al costat de Javier Heraud. Va servir breument com a ministre de Relacions Exteriors del Perú, entre el 29 de juliol i el 17 d'agost de 2021, durant el govern de Pedro Castillo.

## Trajectòria

### Orígens i formació
Béjar va néixer el 2 de setembre de 1935 al Districte de Ricardo Palma, província de Huarochirí, regió de Lima, Perú. El seu pare, Mariano Béjar Pacheco, va ser un músic i militant de l'APRA, tot i que en desacord amb la direcció del partit, i la seva mare, Zoila Rivera Rodríguez, va ser mestra. Es va llicenciar en Dret a la Universitat Nacional Major de San Marcos però no va assumir responsabilitats d'activisme estudiantil sinó que va exercir de secretari de premsa del Centre Federat de Lletres. Posteriorment, va obtenir un màster en Política social i el doctorat en Sociologia amb la qualificació summa cum laude, tots dos graus a la mateixa universitat que la llicenciatura. Durant els anys 1950 va estudiar Art a l'Escola Nacional de Belles Arts del Perú. Com a docent va obtenir la plaça de catedràtic de polítiques socials i gerència social a la Pontifícia Universitat Catòlica del Perú.

### Partit Comunista Peruà
L'any 1953 va començar a militar al Partit Comunista Peruà (PCP), quan encara era una organització clandestina, fent ús del pseudònim «Alayza». En ell va ser secretari de premsa i membre del seu Comitè Provisional Central entre 1954 i 1959. El 1956 va fundar el periòdic del partit, Unidad. Aquell mateix any va ser detingut, per primera vegada, per haver organitzat una romeria en honor al teòric comunista José Carlos Mariátegui. El maig de 1958 es va succeir la segona detenció quan, en el marc de les mobilitzacions de l'esquerra revolucionària per protestar per la presència al país del vicepresident dels Estats Units d'Amèrica Richard Nixon, les autoritats peruanes van detenir a una desena de persones. El 1959 va ser expulsat del PCP, juntament amb Juan Pablo Chang, per manifestar fortes crítiques d'oposició a la direcció i al rumb del partit.

### Activitat guerrillera
El 1962 va rebre instrucció guerrillera a la Cuba revolucionària, on va conèixer al Che Guevara. Aquesta formació va anar a càrrec de Manuel Piñeiro, anomenat «comandant Barba-roja». De retorn al Perú va participar al Moviment d'Esquerra Revolucionària (MIR) de la mà de Luis de la Puente Uceda. Va fundar l'Exèrcit d'Alliberament Nacional peruà (ELN), al costat del poeta Javier Heraud, que era part del moviment d'alliberament llatinoamericà dels anys 1960. El 1964 va organitzar la guerrilla Javier Heraud a Bolívia, amb el nom de guerra «Calixto». Posteriorment, va retornar a l'Havana on va preparar l'estratègia de l'ELN pel Perú.
El 1965 va dirigir el grup guerriller a la Regió d'Ayacucho. El 25 de setembre d'aquell any, l'Exèrcit d'Alliberament Nacional dirigit per Béjar va entrar a la hisenda Chapi, on van matar a tres hisendats, els van robar els diners i van distribuir el bestiar entre els camperols als que van deixar apoderar-se del recinte. El febrer de 1966 va ser detingut a Lima i enviat a presó per sedició.

### Presó (1966-1970)
Davant la probable condemna a pena de mort, un grup d'intel·lectuals francesos van dirigir una carta al president Fernando Belaúnde Terry per a demanar-li que Béjar fos jutjat en procediment ordinari. Els intel·lectuals signants van ser François Mauriac, Jean-Paul Sartre, Simone de Beauvoir, Alain Resnais, Arthur Adamov, Laurent Schwartz, Jacques Prévert, Claude Bourdet, Charles Bettelheim i Michel Leiris. En el mateix sentit es van pronunciar Joe Nordmann de l'Associació de Juristes Demòcrates i Daniel Mayer de la Lliga de Drets Humans.
Béjar va estar pres al penal de l'illa del Frontón i durant el seu captiveri es va solidaritzar amb Hugo Blanco Galdós. En aquest sentit, va manifestar: «Jo considero a Hugo Blanco com un veritable revolucionari i sempre he admirat el seu exemple, encara que no estigui d'acord amb la seva tesi del poder dual... el conec des de fa molt així com la seva integritat personal... Penso que el seu treball de sindicalització dels camperols ha estat formidable... No se l'ha ajudat, se l'ha aïllat i fins i tot combatut, i aquests són els resultats...». El 24 de desembre de 1970 va sortir de la presó gràcies a una amnistia general atorgada pel general Juan Velasco Alvarado, en la qual van ser alliberats Béjar, Hugo Blanco Galdós, Elio Portocarrero, entre d'altres guerrillers.

### Activisme polític
El 3 d'octubre de 1968, durant el Govern Revolucionari de la Força Armada, els militars Jorge Fernández Maldonado i Leónidas Rodríguez Figueroa, així com el civil Carlos Delgado Olivera, secretari del president Velasco, el van dur a treballar a l'embrió del Sistema Nacional de Suport a la Mobilització Social (SINAMOS). En aquest, va treballar amb moviments juvenils, rurals, cooperatius i populars, donant suport a la reforma agrària nacional de 1969. Al SINAMOS va treballar entre 1971 i 1975, any de caiguda del govern de Velasco, com a responsable de la Direcció General de les Organitzacions Juvenils. En acabat, va passar a ser durant uns mesos subdirector del periòdic expropiat El Comercio, tot i que el 1976 va ser acomiadat pel nou govern militar de Francisco Morales Bermúdez. Un any després, al 1977, juntament amb antics col·laboradors del govern de Velasco, va formar el Centre de Desenvolupament i Participació (CEDEP), una de les primeres organitzacions no governamentals peruanes dedicada al desenvolupament rural. La seva tasca al CEDEP va ser el desenvolupament de contactes amb les lligues agràries i les federacions camperoles. El seu grau d'implicació a la CEDEP va ser fins al punt que va exercir el càrrec de director de l'entitat entre 1989 i 2000.

### Ministre de Relacions Exteriors del Perú

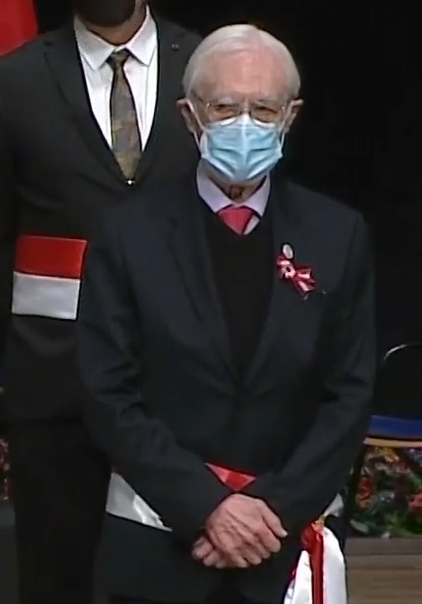
Béjar durant la cerimònia de jurament del gabinet ministerial del govern de Pedro Castillo.

El 29 de juliol de 2021 va ser nomenat ministre de Relacions Exteriors del Perú. Després de dues setmanes en el càrrec, es van difondre unes polèmiques declaracions realitzades el novembre de 2020, en les quals acusava la Marina de Guerra i a la Agència Central d'Intel·ligència dels Estats Units d'Amèrica (CIA) d'haver generat el que es coneix com l'«època del terrorisme al Perú». Concretament va manifestar: «Estic convençut de dues coses, (tot i que) no puc demostrar-ho. La primera, Sender (Lluminós) ha estat en gran part obra de la CIA i dels serveis d'intel·ligència. I dos, gran part de les operacions de divisió de l'esquerra tenen alguna cosa a veure amb els serveis d'intel·ligència enemics». Després d'un comunicat per part de la Marina on rebutjaven rotundament les declaracions de Béjar, el ministre va presentar la seva renúncia irrevocable el 17 d'agost de 2021, després de només 19 dies en el càrrec.

## Publicacions
Hèctor Béjar és autor de diversos assajos, articles i llibres. Un dels més reeixits va ser l'assaig sobre el moviment d'alliberament dels anys 1960, Perú 1965: Notas de una experiencia guerrillera, va guanyar el Premi Casa de las Américas de 1969 a nivell llatinoamericà i va ser traduït a múltiples idiomes. L'obra es tracta d'una ampliació d'un informe sobre la guerrilla, titulat Informe 1965, elaborat el 1965 per a l'ELN, que va ser publicat en mimeògraf per l'organització. La idea d'ampliació del text original va sorgir després que Desirée Lieven, una dirigente franco-russa d'un comitè de suport a presos polítics del Perú a França, va proposar afegir-hi l'anàlisi i les experiències de Béjar en una edició per a l'editorial Maspero. No obstant això, el poeta i exmembre de l'ELN Hildebrando Pérez Grande el va convèncer perquè optés a concursar al premi d'assaig Casa de las Américas.
Al 1976 va publicar La revolución en la trampa, un estudi sobre el procés polític revolucionari a Perú entre 1968 i 1975. Béjar va ser l'editor de la revista de ciències socials del CEDEP, Socialismo y Participación, des de la seva aparició el 1977 fins a la seva edició final el 2009. L'any 1980 va publicar La organización campesina sobre comunitats indígenes i desenvolupament rural i, al 2001, el seu llibre de text universitari Política Social, Justicia Social, el qual va arribar l'any 2013 a la cinquena edició.
Al 2010 va publicar Mitos y objectivos del milenio: la pobreza según los sofistas i, al 2012, Mito y utopía: Relato alternativo del origen republicano de Perú, d'Achebe Ediciones. Al 2016 va publicar Retorno a la guerrilla, una narració històrica i literària del moviment d'alliberament de la dècada dels 1960 com a homenatge als joves guerrillers que hi van perdre la vida. Al 2019 va publicar el llibre Vieja crónica y mal gobierno: Historia del Perú para descontentos, un relat alternatiu de la història del Perú des del Virregnat. Al 2020 va publicar Velasco, sobre el Govern Revolucionari del general Juan Velasco Alvarado.

## Filmografia
A causa de la seva vida guerrillera, va aparèixer entrevistat en dos documentals:
- La revolución y la tierra[22]
- El viaje de Javier Heraud[23]